# Yoshio Tabata
Yoshio Tabata (田端義夫 Tabata Yoshio?,  1 de enero de 1919 – 25 de abril de 2013) era un ryūkōka japonés y cantante enka,  compositor y guitarrista eléctrico. Su canción debut "Shima no funauta" (島 の 舟唄, literalmente "Island Ship Song"?) Fue lanzado en 1939. A lo largo de 1939 con el debut de enka-shi Haruo Oka, su debut tuvo un gran impacto en la música popular japonesa, porque la música ryūkōka popular japonesa de la época fueron interpretadas principalmente por los cantantes de música clásica como Ichiro Fujiyama y Noriko Awaya. Nació en Matsusaka, prefectura de Mie, Japón.

## Discografía
- Shima no Funauta (島の舟唄 Island Ship Song?): 1939
- Ume to Heitai (梅と兵隊 Plum and Soldier?): 1941
- Shima Sodachi (島育ち Growing in Island?): 1962
- Jūku no Haru (十九の春 Spring at the Age of 19?): 1975
- Shōwa San Dai ki (昭和三代記 Shōwa Three Generation Record?): 1994
- Hyaku-nen no Ai (百年の愛 Love For 100 Years?): 1998 (Canción tributo a Taro Shoji nacido en 1898)
- Tabi no Owari ni Kiku Uta wa (旅の終わりに聞く歌は The song heard at the trip's end is?): 2001